# Liste der Abgeordneten zum Österreichischen Abgeordnetenhaus (IX. Legislaturperiode)
Diese Liste der Abgeordneten zum Österreichischen Abgeordnetenhaus (IX. Legislaturperiode) listet alle Abgeordneten zum österreichischen Abgeordnetenhaus während der IX. Legislaturperiode auf. Die Legislaturperiode war in fünf Sessionen unterteilt und reichte von 1897 bis 1900. Die fünf Sessionen waren die folgenden:
- 27. März 1897 bis 2. Juni 1897: XII. Session[1]
- 23. September 1897 bis 27. November 1897: XIII. Session[2]
- 21. März 1898 bis 24. Juli 1898: XIV. Session[3]
- 26. September 1898 bis 8. Oktober 1899: XV. Session[4]
- 18. Oktober 1899 bis 8. Juni 1900: XVI. Session[5]

| Name                                  | Kurie                               | Region                                                            | Kronland         | Anmerkung |
| ------------------------------------- | ----------------------------------- | ----------------------------------------------------------------- | ---------------- | --- |
| Abrahamowicz David                    | Großgrundbesitz                     |                                                                   | Galizien         | |
| Abrahamowicz Eugeniusz                | Großgrundbesitz                     |                                                                   | Galizien         | |
| Adámek Gustav                         | Städte                              | Schlan, Laun, Kladno, Neu-Straschitz etc.                         | Böhmen           | Mandatsniederlegung in der Sitzung am 4. Dezember 1899 verkündet                                                     |
| Adámek Karel                          | Allgemeine Wählerklasse             | WK 12: Leitomischl etc.                                           | Böhmen           | |
| Aehrenthal Felix                      | Großgrundbesitz                     |                                                                   | Böhmen           | |
| Attems Edmund                         | Großgrundbesitz                     |                                                                   | Steiermark       | |
| Auersperg Erwin                       | Großgrundbesitz                     |                                                                   | Krain            | |
| Auspitz Rudolf                        | Handels- und Gewerbekammer          | Brünn                                                             | Mähren           | |
| Axmann Julius                         | Allgemeine Wählerklasse             | Wien, VII, VIII, IX, XIV und XV Bezirk                            | Niederösterreich | |
| Baernreither Josef Maria              | Großgrundbesitz                     |                                                                   | Böhmen           | |
| Baljak Dušan                          | Landgemeinden                       | Sebenico, Berlicca, Knin etc.                                     | Dalmatien        | |
| Baltazzi Astrides                     | Großgrundbesitz                     |                                                                   | Mähren           | |
| Bareuther Ernst                       | Städte                              | Eger, Franzensbad, Asch etc.                                      | Böhmen           | |
| Bartoli Matteo                        | Allgemeine Wählerklasse             | Parenzo, Capo d'Istria, Pisino, Pola, Lussin, Beglia, Bolosca     | Istrien          | |
| Barwiński Aleksander                  |                                     |                                                                   | Galizien         | |
| Basewi Josef                          | Handels- und Gewerbekammer          |                                                                   | Triest           | |
| Baumgartner Cölestin                  | Großgrundbesitz                     |                                                                   | Oberösterreich   | |
| Bazzanella Emanuele                   | Landgemeinden                       | Trient, Borgo etc.                                                | Tirol            | |
| Bečvář Filip                          | Allgemeine Wählerklasse             | 13. WK: Caslau, Chotěboř etc.                                     | Böhmen           | |
| Belcredi Ludvík                       | Großgrundbesitz                     |                                                                   | Böhmen           | |
| Bělský Guido                          | Städte                              | Prag, Altstadt                                                    | Böhmen           | |
| Bencajz Johann                        | Landgemeinden                       | Laibach, Littai etc.                                              | Krain            | als Nachfolger von Ivan Šušteršić gewählt                                                                            |
| Bendel Josef                          | Städte                              | Gablonz, Liebenau etc.                                            | Böhmen           | |
| Berchtold Sigismund                   | Großgrundbesitz                     |                                                                   | Mähren           | Mandatsniederlegung in der Sitzung am 18. Oktober 1899 verkündet                                                     |
| Berks Hugo                            | Landgemeinden                       | Cilli, Rann etc.                                                  | Steiermark       | |
| Berner Ernst                          | Allgemeine Wählerklasse             | 6. WK: Olmütz, Sternberg, Weißkichen etc.                         | Mähren           | |
| Biankini Juraj                        | Landgemeinden                       | Ragusa, Curzola etc.                                              | Dalmatien        | |
| Bielohlawek Hermann                   | Allgemeine Wählerklasse             | 1. WK: Wien, innere Stadt, Leopoldstadt                           | Niederösterreich | |
| Biliński Leon                         | Städte                              | Stanislau, Tyśmienica                                             | Galizien         | im Februar 1900 ins Herrenhaus berufen                                                                               |
| Binder Wilhelm                        | Städte                              | Biala, Neu-Sandec, Wieliczka etc.                                 | Galizien         | am 27. November 1899 an Stelle von Stanislaus Madeyski-Boray gewählt                                                 |
| Blažek Gabriel                        | Städte                              | Prag, Neustadt                                                    | Böhmen           | |
| Błazowski Marjan                      | Landgemeinden                       | Buczacz etc.                                                      | Galizien         | als Nachfolger von Cornel Horodynski gewählt                                                                         |
| Błażowski Julian                      | Großgrundbesitz                     |                                                                   | Galizien         | |
| Bogdanowicz Josef                     | Allgemeine Wählerklasse             | 13. WK Stanislau, Rohatyn, Podhajce etc.                          | Galizien         | |
| Bohaty Adolf                          | Handels- und Gewerbekammer          |                                                                   | Böhmen           | |
| Böheim Josef                          | Städte                              | Linz, Urfahr, Ottensheim etc.                                     | Oberösterreich   | |
| Bojko Jakub                           | Landgemeinden                       |                                                                   | Galizien         | |
| Borčić Lovro                          | Städte / Handels- und Gewerbekammer | Spalato, Macarsca, Ragusa etc. / Spalato. Ragusa                  | Dalmatien        | |
| Borkowski-Dunin Georg                 | Großgrundbesitz                     |                                                                   | Galizien         | |
| Brdlik Josef                          | Handels- und Gewerbekammer          | Budweis                                                           | Böhmen           | |
| Březnovský Václav                     | Allgemeine Wählerklasse             | 1. WK: Städte Prag, Karolinenthal, Smichov                        | Böhmen           | |
| Bromovský Josef                       | Handels- und Gewerbekammer          | Prag                                                              | Böhmen           | |
| Brusamolin Anton                      | Allgemeine Wählerklasse             | 3. WK: Trient, Borgo etc.                                         | Tirol            | als Nachfolger von Lorenzo Guetti gewählt                                                                            |
| Brzorád Edvard                        | Landgemeinden                       | Deutsch-Brod, Polna etc.                                          | Böhmen           | |
| Budig Max                             | Städte                              | Mähr. Trübau, Zwittau, Brüsau etc.                                | Mähren           | |
| Bulat Cajetan                         | Landgemeinden                       | Spalato, Brazza, Lesina, Lissa etc.                               | Dalmatien        | am 9. Juni 1900 verstorben                                                                                           |
| Byk Emil                              | Städte                              | Brody, Złoczów                                                    | Galizien         | |
| Cambon Alois                          | Städte                              | Triest, 1. Wahlkörper                                             | Triest           | |
| Campi Alois                           | Großgrundbesitz                     | 2. Wahlkörper                                                     | Tirol            | |
| Čelakovský Jaromír                    | Städte                              | Schlan, Laun, Kladno, Neu-Straschitz etc.                         | Böhmen           | am 28. Februar an Stelle von Gustav Adamek gewählt                                                                   |
| Cena Robert                           | Landgemeinden                       | Jaroslau, Cieszanow etc.                                          | Galizien         | |
| Chiari Karl                           | Städte                              | Sternberg, Neustadt, Römerstadt etc.                              | Mähren           | |
| Chotek Ferdinand                      | Großgrundbesitz                     |                                                                   | Böhmen           | |
| Chrzanowski Leon                      | Großgrundbesitz                     |                                                                   | Galizien         | am 17. März 1899 verstorben                                                                                          |
| Ciani Johann                          | Städte                              | Trient, Cles, Fondo etc.                                          | Tirol            | Mandatsniederlegung in der Sitzung am 18. Oktober 1899 verkündet                                                     |
| Cingr Petr                            | Allgemeine Wählerklasse             | 2. WK: Teschen, Freistadt, Bielitz                                | Schlesien        | |
| Conci Enrico                          | Landgemeinden                       | Cles, Cavalese                                                    | Tirol            | |
| Coronini-Cronberg Alfred              | Landgemeinden                       | Görz, Tolmein, Flitsch, Seffana etc.                              | Görz             | Mandatsniederlegung in der Sitzung am 9. November 1899 verkündet, am 29. Jänner 1900 wiedergewählt                   |
| Cwikliński Ludwik                     | Städte                              | Tarnopol etc.                                                     | Galizien         | am 27. November 1899 an Stelle von Eduard Rittner gewählt                                                            |
| Czarkowski-Golejewski Thaddäus        | Landgemeinden                       | Zaleszezyki, Borszczow, Horodenka etc.                            | Galizien         | |
| Czecz-Lindenwald Hermann              | Großgrundbesitz                     |                                                                   | Galizien         | |
| Czernin Eugen, Dr.                    | Großgrundbesitz                     |                                                                   | Böhmen           | |
| Dąmbski, Stanisław                    | Großgrundbesitz                     |                                                                   | Galizien         | am 7. Juli 1899 an Stelle von Leon Chrzanowski gewählt, Mandatsverzicht in der Sitzung am 22. Februar 1900 verkündet |
| Damm Hans                             | Großgrundbesitz                     |                                                                   | Böhmen           | |
| d'Angeli Guido                        | Erster und zweiter Wahlkörper       |                                                                   | Triest           | |
| Danielak Michał                       | Landgemeinden                       | Krakau, Wieliczka etc.                                            | Galizien         | |
| Daschl Leopold                        | Landgemeinden                       | Krems, Gföhl etc.                                                 | Niederösterreich | als Nachfolger von Ernst Vergani gewählt                                                                             |
| Daszyński Ignacy                      | Allgemeine Wählerklasse             | 2. WK: Krakau                                                     | Galizien         | |
| d'Elvert Heinrich                     | Städte                              | Brünn                                                             | Mähren           | |
| Demel von Elswehr Leonhard            | Städte                              | Tescgen. Friedek etc.                                             | Schlesien        | |
| Deym von Střitež Friedrich            | Großgrundbesitz                     |                                                                   | Böhmen           | |
| Di Pauli Josef                        | Allgemeine Wählerklasse             | 2. WK: Bozen, Meran, Schlanders etc.                              | Tirol            | |
| Dobernig Josef Wolfgang               | Städte                              | Klagenfurt                                                        | Kärnten          | |
| Doblhamer Gregor                      | Allgemeine Wählerklasse             | 3. WK: Wels, Eferding, Ried, Braunau, Schärding                   | Oberösterreich   | am 9. Februar 1899 verstorben                                                                                        |
| Doblhofer Josef                       | Landgemeinden                       | Ried, Braunau etc.                                                | Oberösterreich   | |
| Doblhoff-Dier Heinrich                | Großgrundbesitz                     |                                                                   | Niederösterreich | |
| Doležal Jindřich                      | Allgemeine Wählerklasse             | 10. WK: Semil, Startenbach, Libau etc.                            | Böhmen           | |
| Dostál František                      | Allgemeine Wählerklasse             | 17. WK: Pisek, Mirovic, Strakonic etc.                            | Böhmen           | |
| Drexel Johann                         | Städte / Handels- und Gewerbekammer | Bregenz, Feldkirch etc. / Feldkirch                               | Vorarlberg       | |
| Dubsky Guido                          | Großgrundbesitz                     |                                                                   | Mähren           | |
| Dulęba Władysław                      | Städte                              | Lemberg                                                           | Galizien         | |
| Dungel Adalbert                       | Großgrundbesitz                     |                                                                   | Niederösterreich | |
| Dürckheim Georg Friedrich             | Großgrundbesitz                     |                                                                   | Oberösterreich   | am 12. April 1899 an Stelle von Julius Falkenhayn gewählt                                                            |
| Dvořák Jan                            | Landgemeinden                       | Königgrätz, Neustadt, Nachod etc.                                 | Böhmen           | |
| Dyk Emanuelle                         | Landgemeinden                       | Pilsen, Kralovic etc.                                             | Böhmen           | |
| Dzieduszycki Adalbert                 | Großgrundbesitz                     |                                                                   | Galizien         | |
| Ebenhoch Alfred                       | Allgemeine Wählerklasse             | 1. WK: Linz, Urfahr, Freistadt etc.                               | Oberösterreich   | |
| Ehrenfels Bernhard                    | Großgrundbesitz                     |                                                                   | Niederösterreich | |
| Eichhorn Heinrich                     | Landgemeinden                       | Zwettl, Waidhofen an der Thaya etc.                               | Niederösterreich | als Nachfolger von Alois Hofbauer gewählt                                                                            |
| Einspieler Lambert                    | Landgemeinden                       | Klagenfurt, Völkermarkt etc.                                      | Kärnten          | |
| Eisele Hugo                           | Städte                              | St. Veit, Feldkirchen, Friesach etc.                              | Kärnten          | |
| Eltz Alfred                           | Großgrundbesitz                     |                                                                   | Niederösterreich | |
| Engel Emanuel                         | Allgemeine Wählerklasse             | 14. WK: Kolin, Böhmisch Brod etc.                                 | Böhmen           | |
| Erb Leopold                           | Städte                              | Steyr, Sierning, Sierningshofen etc.                              | Oberösterreich   | |
| Etz August                            | Allgemeine Wählerklasse             | 3. WK: Wels, Eferding, Ried, Braunau etc.                         | Oberösterreich   | am 3. Juni 1899 an Stelle von Gregor Doblhamer gewählt                                                               |
| Falkenhayn Julius, Graf von           | Großgrundbesitz                     |                                                                   | Oberösterreich   | 1898/99 verstorben                                                                                                   |
| Ferjančič Andreas                     | Städte                              | Adelsberg, Idria, Ober-Laibach etc.                               | Krain            | |
| Fink Jodok                            | Landgemeinden                       | Bregenz, Bregenzerwald, Dornbirn                                  | Vorarlberg       | |
| Fischer Karol Józef                   | Allgemeine Wählerklasse             | 6. WK: Rzeszów, Ropczyce, Dembica etc.                            | Galizien         | |
| Fochler Karl                          | Städte                              | Weißkirchen, Leipnik etc.                                         | Mähren           | am 17. Mai 1899 an Stelle von Adolf Promber gewählt                                                                  |
| Foerg Heinrich                        | Allgemeine Wählerklasse             | 1. WK: Innsbruck, Schwaz, Kufstein etc.                           | Tirol            | |
| Foller Adolf                          | Städte                              | Baden, Mödling, Perchtoldsdorf etc.                               | Niederösterreich | |
| Forcher-Ainbach Konrad                | Städte                              | Judenburg, Neumarkt, Murau etc.                                   | Steiermark       | |
| Formánek Václav                       | Allgemeine Wählerklasse             | 11. WK: Königgrätz, Neustadt an der Mettau etc.                   | Böhmen           | |
| Fořt Josef                            | Städte                              | Kolin, Poděbrad etc.                                              | Böhmen           | |
| Fournier August                       | Städte                              | Tetschen, Bodenbach etc.                                          | Böhmen           | |
| Fuchs Viktor                          | Landgemeinden                       | St. Johann, Tamsweg, Zell am See etc.                             | Salzburg         | |
| Funke Alois                           | Städte                              | Leitmeritz, Theresienstadt etc.                                   | Böhmen           | |
| Fürstl von Teichek Rudolf             | Großgrundbesitz                     |                                                                   | Böhmen           | |
| Gambini Pier' Antonio                 | Großgrundbesitz                     |                                                                   | Istrien          | |
| Garapich Michael                      | Großgrundbesitz                     |                                                                   | Galizien         | |
| Gebler Wenzel                         | Städte                              | Falkenau, Elbogen, Schlaggenwald                                  | Böhmen           | Mandatsniederlegung in der Sitzung am 21. März 1898 verkündet                                                        |
| Gessmann Albert                       | Allgemeine Wählerklasse             | 7. WK: Krems, Horn, Zwettl, Waidhofen                             | Niederösterreich | |
| Ghon Karl                             | Landgemeinden                       | Villach, Ferlach etc.                                             | Kärnten          | Mandatsniederlegung am 19. August 1900                                                                               |
| Girstmayr Franz                       | Städte                              | Leibnitz, Ehrenhausen, Straß etc.                                 | Steiermark       | |
| Giżowski Julius                       | Großgrundbesitz                     |                                                                   | Galizien         | |
| Gładyszowski Emil                     | Landgemeinden                       | Tarnopol etc.                                                     | Galizien         | als Nachfolger von Leon Piniński gewählt                                                                             |
| Glöckner Adolf                        | Landgemeinden                       | Reichenberg, Böhmisch-Aicha etc.                                  | Böhmen           | |
| Gniewosz-Olexów Ladislaus             | Allgemeine Wählerklasse             | 11. WK: Brody, Kamonika, Rawa etc.                                | Galizien         | |
| Gniewosz-Olexów Wladimir              | Großgrundbesitz                     |                                                                   | Galizien         | |
| Górski Peter                          | Großgrundbesitz                     |                                                                   | Galizien         | |
| Götz Johann                           | Landgemeinden                       | Bochnia, Brzesko etc.                                             | Galizien         | |
| Götz Leopold                          | Städte                              |                                                                   | Mähren           | |
| Grabmayr Karl                         | Großgrundbesitz                     | 2. Wahlkörper                                                     | Tirol            | |
| Grafinger Franz                       | Landgemeinden                       | Gmunden, Kirchdorf etc.                                           | Oberösterreich   | am 18. Dezember 1899 an Stelle von Johann Rogl angelobt                                                              |
| Gregorčič Anton                       | Allgemeine Wählerklasse             | Görz, Tolmein, Flitsch, Seffana etc.                              | Görz             | |
| Gregorec Leopold                      | Landgemeinden                       | Pettau, Rohitsch, Luttenberg etc.                                 | Steiermark       | |
| Gregorig Josef                        | Städte                              | Wien, VII. Bezirk                                                 | Niederösterreich | |
| Grégr Eduard                          | Landgemeinden                       | Raudnitz, Laun, Melnik etc.                                       | Böhmen           | |
| Grobelski Johann                      | Allgemeine Wählerklasse             | 15. WK: Kolomyja, Radworna, Horodenka etc.                        | Galizien         | Mandatsniederlegung in der Sitzung am 29. September 1898 verkündet                                                   |
| Groß Gustav                           | Städte                              | Iglau, Trebitsch etc.                                             | Mähren           | |
| Größl Wenzel                          | Landgemeinden                       | Winterberg, Wallern, Bergreichenstein etc.                        | Böhmen           | |
| Guetti Lorenzo                        | Allgemeine Wählerklasse             | 3. WK: Borgo, Cavalese, Cles etc.                                 | Tirol            | 1898 verstorben |
| Günther Wenzel                        | Landgemeinden                       | Leitmeritz, Wegstädtl, Aussig etc.                                | Böhmen           | |
| Haase Theodor                         | Städte                              | Bielitz, Schwarzwasser etc.                                       | Schlesien        | |
| Habermann Josef                       | Handels- und Gewerbekammer          | Brünn                                                             | Mähren           | |
| Hackelberg-Landau Rudolf Adam von     | Großgrundbesitz                     |                                                                   | Steiermark       | |
| Hagenhofer Franz                      | Landgemeinden                       | Hartberg, Weiz etc.                                               | Steiermark       | |
| Hájek Max                             | Handels- und Gewerbekammer          | Pilsen                                                            | Böhmen           | |
| Hangwitz Karl                         | Großgrundbesitz                     |                                                                   | Niederösterreich | |
| Hannich Josef                         | Allgemeine Wählerklasse             | 8. WK: Reichenberg, Friedland, Gabel etc.                         | Böhmen           | |
| Hartig Franz                          | Großgrundbesitz                     |                                                                   | Böhmen           | |
| Haueis Alois                          | Landgemeinden                       | Imst, Reutte, Landeck etc.                                        | Tirol            | |
| Hayden von Dorff Sigmund              | Großgrundbesitz                     |                                                                   | Oberösterreich   | |
| Heeger Viktor                         | Städte                              | Jägerndorf, Olbersdorf etc.                                       | Schlesien        | |
| Heimrich Johann                       | Landgemeinden                       | Boskowitz, Tischnowitz, Neustadtl etc.                            | Mähren           | |
| Heinemann Ludwig                      | Städte                              | Krems, Stein, Mautern etc.                                        | Niederösterreich | |
| Heller Servác                         | Landgemeinden                       | Karolinenthal etc.                                                | Böhmen           | als Nachfolger von Wenzel Kaunic gewählt                                                                             |
| Henzel Seweryn                        | Großgrundbesitz                     |                                                                   | Galizien         | |
| Herbst Ernst                          | Allgemeine Wählerklasse             | 16. WK: Budweis, Neuhaus etc.                                     | Böhmen           | |
| Herk Blasius                          | Landgemeinden                       | Judenburg, Murau, Liezen etc.                                     | Steiermark       | |
| Herold Josef                          | Städte                              | Časlau, Kuttenberg etc.                                           | Böhmen           | |
| Herzmansky Richard                    | Landgemeinden                       | Troppau, Jägerndorf etc.                                          | Schlesien        | |
| Hinterhuber Hermann                   | Handels- und Gewerbekammer          | Klagenfurt                                                        | Kärnten          | Mandatsniederlegung am 17. Dezember 1897, danach wiedergewählt                                                       |
| Hirsch Gustav                         | Großgrundbesitz                     |                                                                   | Schlesien        | |
| Hochenburger Victor                   | Städte                              | Graz (Vorstädte)                                                  | Steiermark       | |
| Hofbauer Alois                        | Landgemeinden                       | Zwettl, Waidhofen an der Thaya etc.                               | Niederösterreich | 1897 verstorben |
| Hofer Johann Laurenz                  | Städte                              | Falkenau, Elbogen, Schlaggenwald                                  | Böhmen           | als Nachfolger von Rudolf Gebler gewählt                                                                             |
| Hofmann Franz                         | Städte                              | Troppau                                                           | Schlesien        | |
| Hofmann Vincenz                       | Landgemeinden                       | Mies, Bischofteinitz etc.                                         | Böhmen           | |
| Hofmann von Wellenhof Paul            | Städte                              | Graz (innere Stadt)                                               | Steiermark       | |
| Holanský Vojtěch                      | Allgemeine Wählerklasse             | 15. WK: Tabor, Pilgram, Mühlhausen etc.                           | Böhmen           | |
| Hölzl Alois                           | Großgrundbesitz                     |                                                                   | Salzburg         | |
| Hompesch-Bollheim Ferdinand           | Landgemeinden                       | Łańcut, Nisko etc.                                                | Galizien         | 1897 gestorben |
| Hořica Ignát                          | Städte                              | Birkenberg, Horovic etc.                                          | Böhmen           | |
| Hormuzaki Eudoxius von                | Landgemeinden                       | Czernowitz, Storozynetz, Sereth etc.                              | Bukowina         | |
| Horodyski Cornel                      | Landgemeinden                       | Buczacz etc.                                                      | Galizien         | 1898 verstorben |
| Hortis Attilio                        | Allgemeine Wählerklasse             | Triest                                                            | Triest           | |
| Hovorka František                     | Landgemeinden                       | Reichenau, Senftenberg etc.                                       | Böhmen           | |
| Hübner Viktor                         | Städte                              | Znaim, Datschitz, Jamnitz etc.                                    | Mähren           | |
| Hueber Anton                          | Städte                              | St. Johann, Wagrain, St. Veit etc.                                | Salzburg         | |
| Huyn Rudolf                           | Städte                              | Brixen, Sterzing, Kaltern etc.                                    | Tirol            | Mandatsverzicht am 28. Dezember 1897                                                                                 |
| Hybeš Josef                           | Allgemeine Wählerklasse             | 1. WK: Brünn                                                      | Mähren           | |
| Iro Karl                              | Landgemeinden                       | Plan, Tepl, Tachau etc.                                           | Böhmen           | Mandatsniederlegung in der Sitzung am 13. Oktober 1897 verkündet, danach wiedergewählt                               |
| Jaksch von Wartenhorst Friedrich      | Großgrundbesitz                     |                                                                   | Böhmen           | |
| Janda Heřmann                         | Allgemeine Wählerklasse             | 7. WK: Jungbunzlau, Benatek, Turnau etc.                          | Böhmen           | |
| Jarosiewicz Roman                     | Allgemeine Wählerklasse             | 14. WK: Trembowla, Husiatyn, Borszcow etc.                        | Galizien         | |
| Jaworski Apolinary                    | Großgrundbesitz                     |                                                                   | Galizien         | |
| Jax Gottfried                         | Städte                              | St. Pölten, Scheibbs, Klosterneuburg etc.                         | Niederösterreich | |
| Jędrzejowicz Adam                     | Großgrundbesitz                     |                                                                   | Galizien         | |
| Kaftan Jan                            | Städte                              | Prag (Kleinseite, Hradschin etc.)                                 | Böhmen           | |
| Kainzl Josef                          | Städte                              | Karolinenthal, Smichow etc.                                       | Böhmen           | Mandatsniederlegung in der Sitzung am 1. April 1898 verkündet                                                        |
| Kaiser August                         | Landgemeinden                       | Freudenthal, Freiwaldau etc.                                      | Schlesien        | |
| Kaizl Josef                           | Städte                              | Karolinenthal, Smichow etc.                                       | Böhmen           | wiedergewählt |
| Kaltenegger Mathias                   | Landgemeinden                       | Graz, Voitsberg etc.                                              | Steiermark       | |
| Kapferer Max                          | Städte / Handels- und Gewerbekammer | Innsbruck, Hall etc. / Innsbruck                                  | Tirol            | |
| Karatnicki Modest                     | Landgemeinden                       | Sambor, Starcmiasto etc.                                          | Galizien         | |
| Kareis Josef                          | Städte                              | Wien, II. Bezirk                                                  | Niederösterreich | |
| Karlík Josef                          | Städte                              | Tabor, Kratzau, Kamenic etc.                                      | Böhmen           | |
| Karlon Alois                          | Landgemeinden                       | Leibnitz, Deutsch-Landsberg etc.                                  | Steiermark       | |
| Kathrein Theodor                      | Landgemeinden                       | Innsbruck, Sterzing etc.                                          | Tirol            | |
| Kaunitz, Wenzel Robert von            | Landgemeinden                       | Karolinenthal, Böhmisch-Brod etc.                                 | Böhmen           | Mandatsniederlegung in der Sitzung am 23. September 1897 verkündet                                                   |
| Keil Anton                            | Landgemeinden                       | Salzburg, Golling etc.                                            | Salzburg         | |
| Kern Leopold                          | Allgemeine Wählerklasse             | 2. WK: Steyr, Gmunden, Kirchdorf, Vöcklabruck                     | Oberösterreich   | |
| Kielmansegg Karl                      | Großgrundbesitz                     |                                                                   | Niederösterreich | |
| Kienmann Emmerich                     | Städte                              | Neustadt, Neunkirchen, Pottendorf etc.                            | Niederösterreich | |
| Kiesewetter Wilhelm                   | Allgemeine Wählerklasse             | 9. WK: Trautenau, Hohenelbe, Rochlitz etc.                        | Böhmen           | |
| Kindermann Franz                      | Städte                              | Schluckenau, Hainsbach, Alt-Ehrenberg etc.                        | Böhmen           | |
| Kink Julius                           | Handels- und Gewerbekammer          | Wien                                                              | Niederösterreich | |
| Kirchner Josef                        | Landgemeinden                       | Böhmisch-Leipa, Gabel, Dauba etc.                                 | Böhmen           | |
| Kitschelt Rudolf                      | Handels- und Gewerbekammer          | Wien                                                              | Niederösterreich | am 18. Oktober 1899 für Max Mauthner gewählt                                                                         |
| Kittel Franz                          | Landgemeinden                       | Saaz, Komotau etc.                                                | Böhmen           | |
| Klaić Peter                           | Allgemeine Wählerklasse             | 1. WK: Zara, Pago, Arbe etc.                                      | Dalmatien        | |
| Klein von Wisenberg Hubert            | Großgrundbesitz                     |                                                                   | Mähren           | |
| Kletzenbauer Gregor                   | Landgemeinden                       | Krumau, Kaplitz etc.                                              | Böhmen           | |
| Knoll Rudolf                          | Handels- und Gewerbekammer          | Eger                                                              | Böhmen           | |
| Kolischer Henryk                      | Städte                              | Grodek, Przemyśl etc.                                             | Galizien         | |
| König Franz                           | Landgemeinden                       | Příbram, Rokycan etc.                                             | Böhmen           | |
| Kopp Josef                            | Städte                              | Wien, I. Bezirk                                                   | Niederösterreich | |
| Kozakiewicz Jan                       | Allgemeine Wählerklasse             | 1. WK: Lemberg                                                    | Galizien         | |
| Kozłowski-Bolesta Wladimir            | Großgrundbesitz                     |                                                                   | Galizien         | |
| Kramář Karel                          | Landgemeinden                       | Jičín, Starkenbach, Semil etc.                                    | Böhmen           | |
| Krek Janez Evangelist                 | Allgemeine Wählerklasse             | Laibach, Ober-Laibach, Reifnitz etc.                              | Krain            | |
| Krempa Franciszek                     | Landgemeinden                       | Miec, Tarnobrzeg etc.                                             | Galizien         | |
| Kronawetter Ferdinand                 | Städte                              | Wien, I. Bezirk                                                   | Niederösterreich | |
| Krumbholz Václav                      | Landgemeinden                       | Smichow, Rakonic etc.                                             | Böhmen           | |
| Kryf Alois                            | Landgemeinden                       | Kolin, Rechanic etc.                                              | Böhmen           | |
| Kübeck Max                            | Großgrundbesitz                     |                                                                   | Mähren           | |
| Kubik Johann                          | Allgemeine Wählerklasse             | 3. WK: Biala, Chrzanow etc.                                       | Galizien         | |
| Kulp Vojtěch                          | Städte                              | Kremsier, Ungarisch Hradisch                                      | Mähren           | |
| Kupelwieser Franz                     | Handels- und Gewerbekammer          | Leoben                                                            | Steiermark       | |
| Kurz Josef                            | Allgemeine Wählerklasse             | 3. WK: Feldbach, Radkersburg, Leibnitz                            | Steiermark       | |
| Kurz Vilém                            | Städte                              |                                                                   | Böhmen           | |
| Kušar Josef                           | Städte / Handels- und Gewerbekammer | Laibach                                                           | Krain            | |
| Kvekić Radoslav                       | Landgemeinden                       | Cattaro, Risano, Budua etc.                                       | Dalmatien        | |
| Laginja Matko                         | Landgemeinden                       | Parenzo, Capo d'Istria etc.                                       | Istrien          | |
| Lang Hynek                            | Landgemeinden                       | Tabor, Pilgram etc.                                               | Böhmen           | |
| Lažanský Johann                       | Großgrundbesitz                     |                                                                   | Böhmen           | |
| Lebloch Wenzel                        | Allgemeine Wählerklasse             | 3. WK: Znaim, Datschitz, Nikolsburg etc.                          | Mähren           | |
| Lecher Otto                           | Städte                              | Brünn                                                             | Mähren           | |
| Lemisch Arthur                        | Allgemeine Wählerklasse             | Klagenfurt, Ferlach etc.                                          | Kärnten          | |
| Lenassi Alfredo                       | Städte / Handels- und Gewerbekammer | Görz, Cormons, Gradiska etc. / Görz                               | Görz             | |
| Lewicki Witold                        | Allgemeine Wählerklasse             | 9. WK: Przemysl, Sambor etc.                                      | Galizien         | |
| Liechtenstein Alois, Prinz von und zu | Städte                              | XVI.-XIX. Bezirk                                                  | Niederösterreich | |
| Lilgenau Karl                         | Großgrundbesitz                     |                                                                   | Böhmen           | |
| Loser Franz                           | Allgemeine Wählerklasse             | Bregenz, Feldkirch, Bludenz                                       | Vorarlberg       | |
| Lorber Franz                          | Städte                              | Bruck, Leoben etc.                                                | Steiermark       | Mandatsniederlegung am 20. Juli 1900                                                                                 |
| Loula Karel                           | Landgemeinden                       | Selcan, Mühlhausen, Beneschau etc.                                | Böhmen           | |
| Ludwig Ferdinand                      | Handels- und Gewerbekammer          | Graz                                                              | Steiermark       | |
| Ludwigstorff Anton                    | Großgrundbesitz                     |                                                                   | Niederösterreich | |
| Lueger Karl                           | Allgemeine Wählerklasse             | 3. WK: Margarethen, Mariahilf, Meidling, Hitzing / Bezirke V, VI, | Niederösterreich | |
| Lupul Johann von                      | Landgemeinden                       | Radautz, Suczawa, Kimpolung                                       | Bukowina         | |
| Madeyski-Poray Stanisław              | Städte                              | Biala, Neu-Sandec, Wieliczka etc.                                 | Galizien         | am 17. September 1899 in das Herrenhaus berufen                                                                      |
| Malfatti Valeriano                    | Städte                              | Roverti, Mori etc.                                                | Tirol            | |
| Mandyczewski Kornel                   | Landgemeinden                       | Stanislau, Nadworna etc.                                          | Galizien         | |
| Martínek Konrád                       | Landgemeinden                       | Brünn, Wischau etc.                                               | Mähren           | |
| Maštálka Jindřich                     | Städte                              | Jičín, Sobotka etc.                                               | Böhmen           | |
| Mauroner Leopold                      | Städte                              | Triest, 4. Wahlkörper                                             | Triest           | |
| Mauthner Max                          | Handels- und Gewerbekammer          | Wien                                                              | Niederösterreich | am 17. September 1899 in das Herrenhaus berufen                                                                      |
| Mayer Ambros                          | Landgemeinden                       | Schwaz, Kufstein etc.                                             | Tirol            | 1897 verstorben |
| Mayer Johann                          | Allgemeine Wählerklasse             | 8. WK: Korneuburg, Stockerau etc.                                 | Niederösterreich | |
| Mayreder Rudolf                       | Städte                              | Wien, IV. und X. Bezirk                                           | Niederösterreich | |
| Menger Max                            | Städte                              | Neutitschein, Freiberg etc.                                       | Mähren           | |
| Mernnowicz Theophil                   | Landgemeinden                       | Lemberg, Grodek etc.                                              | Galizien         | |
| Mettal Otto                           | Großgrundbesitz                     |                                                                   | Böhmen           | |
| Milewski Józef                        | Großgrundbesitz                     |                                                                   | Galizien         | |
| Millesi Mathias                       | Großgrundbesitz                     |                                                                   | Kärnten          | |
| Mittermayer Karl                      | Allgemeine Wählerklasse             | 5. WK: Wien, XVI. bis XIX. Bezirk                                 | Niederösterreich | |
| Moscon Alfred                         | Großgrundbesitz                     |                                                                   | Steiermark       | |
| Mosdorfer Franz                       | Städte                              | Hartberg, Friedberg etc.                                          | Steiermark       | |
| Moysa-Rosochacki Stephan              | Allgemeine Wählerklasse             | 15. WK: Kolomyja, Radworna, Horodenka etc.                        | Galizien         | am 25. Oktober 1898 an Stelle von Johann Grobelski gewählt                                                           |
| Muhr Michael                          | Städte                              | Freistadt, Leonfelden etc.                                        | Oberösterreich   | |
| Nawrocki Edmund                       | Landgemeinden                       | Kałusz, Dolina etc.                                               | Galizien         | |
| Neunteufl Ferdinand                   | Landgemeinden                       | Znaim, Datschitz etc.                                             | Mähren           | |
| Nitsche Friedrich                     | Städte                              | Krumau, Kaplitz etc.                                              | Böhmen           | |
| Noske Konstantin                      | Städte                              | Wien, I. Bezirk                                                   | Niederösterreich | |
| Nowak Gustav                          | Landgemeinden                       | Tetschen, Rumburg etc.                                            | Böhmen           | |
| Oberndorfer Johann                    | Landgemeinden                       | Amstetten, Scheibbs etc.                                          | Niederösterreich | |
| Ochrymowicz Ksenofon                  | Landgemeinden                       | Stryj, Drohobycz etc.                                             | Galizien         | |
| Okuniewski Theofil                    | Landgemeinden                       | Kolomyja, Sniatyn etc.                                            | Galizien         | |
| Olpiński Julian                       | Landgemeinden                       | Trembowla, Husiatyn etc.                                          | Galizien         | |
| Pabstmann Gustav Ludwig               | Großgrundbesitz                     |                                                                   | Böhmen           | |
| Pacák Bedřich                         | Landgemeinden                       | Caslau, Kuttenberg etc.                                           | Böhmen           | |
| Pálffy von Erdöd Eduard               | Großgrundbesitz                     |                                                                   | Böhmen           | |
| Panizza August                        | Großgrundbesitz                     | zweiter Wahlkörper                                                | Tirol            | |
| Parish von Senftenberg Oskar          | Großgrundbesitz                     |                                                                   | Böhmen           | |
| Pastor Leo                            | Allgemeine Wählerklasse             | 8. WK: Jaroslau, Grodek etc.                                      | Galizien         | |
| Pattai Robert                         | Städte                              | Wien, VI. Bezirk                                                  | Niederösterreich | |
| Peez Alexander                        | Handels- und Gewerbekammer          | Reichenberg                                                       | Böhmen           | Mandatsverzicht in der Sitzung am 23. September 1897 verkündet                                                       |
| Pergelt Anton                         | Städte                              | Rumburg, Schönlinde etc.                                          | Böhmen           | |
| Perić Josip Vergilij                  | Landgemeinden                       | Siga, Macarsca etc.                                               | Dalmatien        | |
| Peschka Franz                         | Landgemeinden                       | Leitomischl, Landskron etc.                                       | Böhmen           | |
| Peßler Gustav von                     | Städte                              | Linz, Urfahr, Ottensheim etc.                                     | Oberösterreich   | |
| Pfeifer Julius                        | Handels- und Gewerbekammer          | Reichenberg                                                       | Böhmen           | als Nachfolger von Alexander Peez angelobt                                                                           |
| Pfeifer Wilhelm                       | Landgemeinden                       | Rudolfswerth, Gurkfeld etc.                                       | Krain            | |
| Pfersche Emil                         | Städte                              | Aussig, Karbitz etc.                                              | Böhmen           | |
| Pfliegl Max                           | Städte                              | Ried, Haag etc.                                                   | Oberösterreich   | |
| Piepes-Poratyński Jakob               | Handels- und Gewerbekammer          | Lemberg                                                           | Galizien         | |
| Piętak Leonard                        | Städte                              | Lemberg                                                           | Galizien         | |
| Piliński Wladimir                     | Großgrundbesitz                     |                                                                   | Galizien         | |
| Piniński Leon                         | Landgemeinden                       | Tarnopol etc.                                                     | Galizien         | |
| Plass Johann                          | Landgemeinden                       | Linz, Steyr etc.                                                  | Oberösterreich   | |
| Plaček Boleslav                       | Städte                              | Leitomischl, Wildenschwert etc.                                   | Böhmen           | |
| Pogačnik Jožef                        | Landgemeinden                       | Krainburg, Stein etc.                                             | Krain            | |
| Polzhofer Rudolf                      | Landgemeinden                       | Hietzing, Bruck a. d. Leitha etc.                                 | Niederösterreich | |
| Pommer Josef                          | Städte                              | Cilli, Sachsenfeld etc.                                           | Steiermark       | |
| Popoviči Georg                        | Allgemeine Wählerklasse             | 2. WK: Radautz etc.                                               | Bukowina         | |
| Popowski Josef                        | Großgrundbesitz                     |                                                                   | Galizien         | |
| Posch Alois                           | Landgemeinden                       | Bruck, Leoben etc.                                                | Steiermark       | |
| Pospíšil Jan                          | Landgemeinden                       | Iglau, Trebitsch etc.                                             | Mähren           | |
| Potocki Johann                        | Landgemeinden                       | Sanok, Brzozów etc.                                               | Galizien         | am 7. Juli 1899 an Stelle von Josef Wiktor-Wiatrowice gewählt                                                        |
| Potoczek Jan                          | Landgemeinden                       | Neu-Sandec, Limanowa etc.                                         | Galizien         | |
| Povše Franc                           | Landgemeinden                       | Gottschee, Treffen etc.                                           | Krain            | |
| Prade Heinrich                        | Städte                              | Reichenberg                                                       | Böhmen           | |
| Pražák Otakar                         | Landgemeinden                       | Auspitz, Gaya etc.                                                | Mähren           | |
| Primavesi Robert                      | Handels- und Gewerbekammer          | Olmütz                                                            | Mähren           | am 7. November 1899 an Stelle von Emanuel Proskowetz gewählt                                                         |
| Prochazka Julius                      | Allgemeine Wählerklasse             | 2. WK: Wien, III-IV und X-XI Bezirk                               | Niederösterreich | |
| Promber Adolf                         | Städte                              | Weißkirchen, Leipnik etc.                                         | Mähren           | am 3. Februar 1899 verstorben                                                                                        |
| Proskowetz Emanuel                    | Handels- und Gewerbekammer          | Olmütz                                                            | Mähren           | am 17. September 1899 in das Herrenhaus berufen                                                                      |
| Radimský Johann                       | Großgrundbesitz                     |                                                                   | Böhmen           | |
| Rammer Mathias                        | Landgemeinden                       | Freistadt, Perg etc.                                              | Oberösterreich   | |
| Rapoport von Porada Arnold            | Handels- und Gewerbekammer          | Krakau                                                            | Galizien         | |
| Rataj Jan                             | Landgemeinden                       | Pisek, Strakonitz etc.                                            | Böhmen           | am 20. Oktober 1898 an Stelle von Jan Vašatý gewählt                                                                 |
| Raxera Václav                         | Städte                              | Wittingau, Neuhaus etc.                                           | Böhmen           | am 6. Oktober 1898 für Johann Slavík gewählt                                                                         |
| Resel Hans                            | Allgemeine Wählerklasse             | Graz, Innere Stadt und Vorstädte                                  | Steiermark       | |
| Riccabona Victor                      | Städte                              | Trient, Cles, Fondo etc.                                          | Tirol            | am 14. Dezember 1899 an Stelle von Johann Cianigewählt                                                               |
| Richter Franz                         | Städte                              | Korneuburg, Stockerau etc.                                        | Niederösterreich | |
| Rieger Eduard                         | Allgemeine Wählerklasse             | 7. WK: Schönberg, Römerstadt etc.                                 | Mähren           | |
| Rigler Franz                          | Landgemeinden                       | Korneuburg, Ober-Hollabrunn etc.                                  | Niederösterreich | |
| Rittner Eduard                        | Städte                              | Tarnopol etc.                                                     | Galizien         | am 27. September 1899 verstorben                                                                                     |
| Rizzi Lodovico                        | Städte                              | Parenzo, Capo d'Istra etc.                                        | Istrien          | |
| Robič Franc                           | Landgemeinden                       | Marburg, Gonobitz etc.                                            | Steiermark       | |
| Rogl Johann                           | Landgemeinden                       | Gmunden, Kirchdorf etc.                                           | Oberösterreich   | am 1. Oktober 1899 verstorben                                                                                        |
| Röhling Karl                          | Allgemeine Wählerklasse             | 3. WK: Mies, Bischofteinitz etc.                                  | Böhmen           | |
| Rohrbacher Franz                      | Städte                              | Brixen, Sterzing, Kaltern etc.                                    | Tirol            | als Nachfolger von Wenzel Huyn gewählt                                                                               |
| Rojowski Kasimir                      | Allgemeine Wählerklasse             | 10. WK: Stryj, Turka etc.                                         | Galizien         | |
| Roschmann-Hörburg Julius von          | Städte                              | Suczawa, Sereth etc.                                              | Bukowina         | |
| Rosenstock Moriz                      | Handels- und Gewerbekammer          | Brody                                                             | Galizien         | |
| Roser Franz                           | Landgemeinden                       | Trautenau, Hohenelbe etc.                                         | Böhmen           | |
| Roszkowski Gustav                     | Städte                              | Sambor Stryj etc.                                                 | Galizien         | |
| Rozkošný Jan                          | Landgemeinden                       | Ungarisch-Hradisch, Holleschau etc.                               | Mähren           | |
| Russ Victor Wilhelm                   | Städte                              | Karlsbad, Joachimsthal etc.                                       | Böhmen           | |
| Rutowski Thaddäus                     | Städte                              | Tarnow, Bochnia etc.                                              | Galizien         | |
| Rychlik Ignacy                        | Städte                              | Rzeszów, Jaroslav etc.                                            | Galizien         | |
| Salm-Reifferscheidt Erich             | Großgrundbesitz                     |                                                                   | Böhmen           | am 29. September 1898 für Günther Wiedersperg gewählt                                                                |
| Salvadori Giovanni                    | Landgemeinden                       | Roveredo, Riva etc.                                               | Tirol            | am 13. Juni 1900 verstorben                                                                                          |
| Sapieha Paul                          | Landgemeinden                       | Jasło, Gorlice etc.                                               | Galizien         | |
| Schachinger Georg                     | Landgemeinden                       | Rohrbach, Urfahr etc.                                             | Oberösterreich   | |
| Scheicher Josef                       | Allgemeine Wählerklasse             | S6. WK: St. Pölten, Lilienfeld etc.                               | Niederösterreich | |
| Schlesinger Josef                     | Städte                              | Wien, VIII. Bezirk                                                | Niederösterreich | |
| Schneider Ernst                       | Städte                              | Wien, XI. bis SV. Bezirk                                          | Niederösterreich | |
| Schoiswohl Michael                    | Allgemeine Wählerklasse             | 2. WK: Bruck, Mariazell etc.                                      | Steiermark       | |
| Schönerer Georg                       | Landgemeinden                       | Eger, Asch etc.                                                   | Böhmen           | |
| Schöpfer Aemilian                     | Landgemeinden                       | Bruneck, Brixen etc.                                              | Tirol            | |
| Schrammel Anton                       | Allgemeine Wählerklasse             | 6. WK: Leitmeritz, Aussig etc.                                    | Böhmen           | |
| Schreiber Johann                      | Landgemeinden                       | Mistelbach, Groß-Enzersdorf etc.                                  | Niederösterreich | |
| Schücker Zdenko                       | Städte                              | Saaz, Postelberg etc.                                             | Böhmen           | |
| Schwarz František                     | Städte                              | Pilsen                                                            | Böhmen           | |
| Schwarzenberg Friedrich               | Städte                              | Budweis                                                           | Böhmen           | |
| Schwegel Josef                        | Großgrundbesitz                     |                                                                   | Krain            | |
| Sedlnitzky Ernst                      | Großgrundbesitz                     |                                                                   | Schlesien        | |
| Sehnal Václav                         | Handels- und Gewerbekammer          | Prag                                                              | Böhmen           | |
| Seichert Ignaz                        | Landgemeinden                       | Walachisch-Meseritsch, Mistek etc.                                | Mähren           | |
| Seidel Anton                          | Landgemeinden                       | Neutitschein, Weißkirchen etc.                                    | Mähren           | |
| Serényi Otto                          | Großgrundbesitz                     |                                                                   | Mähren           | |
| Šílený Václav                         | Allgemeine Wählerklasse             | 2. WK: Iglau, Trebitsch etc.                                      | Mähren           | |
| Skála Eduard                          | Städte                              | Olmütz, Deutsch-Brodek etc.                                       | Mähren           | |
| Skene Alfred                          | Großgrundbesitz                     |                                                                   | Mähren           | am 29. Dezember 1899 an Stelle von Sigismund Berchtold gewählt                                                       |
| Skrnensky-Hrzystie Anton              | Großgrundbesitz                     |                                                                   | Niederösterreich | |
| Sláma František                       | Städte                              | Königgrätz, Náchod etc.                                           | Böhmen           | |
| Slavík Johann                         | Städte                              | Wittingau, Neuhaus etc.                                           | Böhmen           | Mandatsniederlegung am 15. Juni 1898                                                                                 |
| Sokol Josef                           | Städte                              | Pardubitz, Holic etc.                                             | Böhmen           | |
| Sokołowski August                     | Städte                              | Krakau                                                            | Galizien         | |
| Spens Emanuel                         | Großgrundbesitz                     |                                                                   | Schlesien        | |
| Spinčić Vjekoslav                     | Landgemeinden                       | Pisino, Bolosca etc.                                              | Istrien          | |
| Špindler Ervin                        | Städte                              | Jungbunzlau, Turnau etc.                                          | Böhmen           | |
| Šrámek František                      | Landgemeinden                       | Budweis, Wittingau etc.                                           | Böhmen           | |
| Stapiński Jan                         | Allgemeine Wählerklasse             | 7. WK: Sanok, Krosno etc.                                         | Galizien         | als Nachfolger von Stanisław Wysocki gewählt                                                                         |
| Staroštík Josef                       | Allgemeine Wählerklasse             | 5. WK: Wallachisch-Meseritsch, Holleschau etc.                    | Mähren           | |
| Steiner Anton                         | Landgemeinden                       | Karlsbad, Joachimsthal etc.                                       | Böhmen           | |
| Steiner Josef                         | Allgemeine Wählerklasse             | 2. WK: Smichov, Kladno etc.                                       | Böhmen           | |
| Steiner Leopold                       | Städte                              | Wien, III. Bezirk                                                 | Niederösterreich | |
| Steinwender Otto                      | Städte                              | Villach, Hermagor etc.                                            | Kärnten          | |
| Stephanowicz Stephan                  | Großgrundbesitz                     |                                                                   | Bukowina         | |
| Stöhr Anton                           | Städte                              | Mies, Kladrau etc.                                                | Böhmen           | |
| Stojałowski Stanisław                 | Landgemeinden                       | Lancut, Nisko etc.                                                | Galizien         | als Nachfolger von Ferdinand Hompesch gewählt                                                                        |
| Stojan Antonín Cyril                  | Allgemeine Wählerklasse             | 4. KW: Ungarisch-Hradisch, Ungarisch-Brod etc.                    | Mähren           | |
| Stolberg-Stolberg Günther             | Großgrundbesitz                     |                                                                   | Mähren           | |
| Stránský Adolf                        | Städte                              | Neustadt, Bystřitz etc.                                           | Mähren           | |
| Straucher Benno                       | Städte                              | Czernowitz                                                        | Bukowina         | |
| Strobach Josef                        | Städte                              | Wien, V. Bezirk                                                   | Niederösterreich | |
| Struszkiewicz Ladislaus               | Großgrundbesitz                     |                                                                   | Galizien         | |
| Stürgkh Karl                          | Großgrundbesitz                     |                                                                   | Steiermark       | |
| Stwiertnia Paul                       | Städte                              | Stanislau etc.                                                    | Galizien         | am 18. Mai 1900 an Stelle von Leon Biliński gewählt                                                                  |
| Šuklje Fran                           | Städte                              | Rudolfswerth, Weixelburg                                          | Krain            | |
| Šulc Wenzel                           | Großgrundbesitz                     |                                                                   | Böhmen           | |
| Šupuk Anton                           | Städte                              | Zara, Sebenico etc.                                               | Dalmatien        | |
| Šušteršić Ivan                        | Laibach                             | Laibach, Littai etc.                                              | Krain            | Mandatsniederlegung in der Sitzung am 20. April 1898 verkündet                                                       |
| Svozil Josef                          | Landgemeinden                       | Littau, Mährisch-Trübau etc.                                      | Mähren           | |
| Swieży Ignacy                         | Landgemeinden                       | Teschen, Freistadt etc.                                           | Schlesien        | |
| Sylva-Tarouca Ernst                   | Großgrundbesitz                     |                                                                   | Böhmen           | |
| Sylvester Julius                      | Städte / Handels- und Gewerbekammer | Salzburg / Salzburg                                               | Salzburg         | |
| Szajer Thomas                         | Landgemeinden                       | Rzeszów, Kolbuszowa etc.                                          | Galizien         | |
| Szeptycki Kasimir                     | Großgrundbesitz                     |                                                                   | Galizien         | am 16. März 1900 an Stelle von Stanisław Dąmbski gewählt                                                             |
| Szponder Andrzej                      | Landgemeinden                       | Wadowice, Myślenice etc.                                          | Galizien         | |
| Taniaczkiewicz Daniel                 | Landgemeinden                       | Złoczów etc.                                                      | Galizien         | |
| Teklý Vilém                           | Landgemeinden                       | Jungbunzlau, Nimburg etc.                                         | Böhmen           | |
| Graf von Terlago Robert               | Großgrundbesitz                     | zweiter Wahlkörper                                                | Tirol            | |
| Tersch Emil                           | Großgrundbesitz                     |                                                                   | Mähren           | |
| Thurnher Martin                       | Landgemeinden                       | Feldkirch, Bludenz etc.                                           | Vorarlberg       | |
| Tittinger David                       | Handels- und Gewerbekammer          | Czernowitz                                                        | Bukowina         | 1900 verstorben |
| Tollinger Johann                      | Landgemeinden                       | Schwaz, Kufstein etc.                                             | Tirol            | als Nachfolger von Ambros Mayer gewählt                                                                              |
| Trachtenberg Maximillian              | Städte                              | Kołomyja, Śniatyn etc.                                            | Galizien         | |
| Treuinfels Leo Maria                  | Großgrundbesitz                     | erster Wahlkörper                                                 | Tirol            | |
| Troll Walter                          | Landgemeinden                       | Neustadt, Baden etc.                                              | Niederösterreich | |
| Trumbić Ante                          | Landgemeinden                       | Zara, Pago etc.                                                   | Dalmatien        | |
| Tschernigg Johann                     | Landgemeinden                       | St. Veit, Wolfsberg etc.                                          | Kärnten          | |
| Türk Karl                             | Allgemeine Wählerklasse             | 1. WK: Troppau, Freudenthal,                                      | Schlesien        | |
| Tusel Ferdinand                       | Allgemeine Wählerklasse             | Salzburg, Golling etc.                                            | Salzburg         | |
| Tyszkowski Paweł                      | Landgemeinden                       | Przemysl, Dobromil etc.                                           | Galizien         | |
| Udržal František                      | Landgemeinden                       | Chrudim, Pardubic etc.                                            | Böhmen           | |
| Vašatý Jan                            | Landgemeinden                       | Pisek, Strakonitz etc.                                            | Böhmen           | 1898 verstorben |
| Vergani Ernst                         | Landgemeinden                       | Krems, Horn etc.                                                  | Niederösterreich | Mandatsverzicht in der Sitzung am 23. September 1897 verkündet                                                       |
| Verkauf Leo                           | Allgemeine Wählerklasse             | 3. WK: Eger, Asch etc.                                            | Böhmen           | |
| Verzegnassi Francesco                 | Großgrundbesitz                     |                                                                   | Görz             | |
| Vetter von der Lilie Moritz           | Großgrundbesitz                     |                                                                   | Mähren           | |
| Vrátný Karel                          | Allgemeine Wählerklasse             | 18. WK: Pilsen, Blowic etc.                                       | Böhmen           | |
| Vuković von Vučyidol Anton            | Allgemeine Wählerklasse             | 2. WK: Spalato, Brazza etc.                                       | Dalmatien        | |
| Vychodil Josef                        | Landgemeinden                       | Kremsier, Prerau etc.                                             | Mähren           | |
| Wachnianyn Anatol                     | Landgemeinden                       | Zolkiew, Sokal, Rawa etc.                                         | Galizien         | |
| Wagner Franz                          | Landgemeinden                       | Feldbach, Radkersburg etc.                                        | Steiermark       | |
| Walewski-Colonna Johann               | Landgemeinden                       | Brzeżany, Rohatyn etc.                                            | Galizien         | |
| Wassilko Nikolaus, Ritter von         | Landgemeinden                       | Wiznitz, Kotzmann etc.                                            | Bukowina         | am 22. Dezember 1899 an Stelle von Basil Wolan gewählt                                                               |
| Wassilko von Serecki Georg            | Großgrundbesitz                     | zweiter Wahlkörper                                                | Bukowina         | |
| Wedral Alois                          | Allgemeine Wählerklasse             | 9. WK: Neustadt, Baden etc.                                       | Niederösterreich | |
| Weigel Ferdynand                      | Städte                              | Krakau                                                            | Galizien         | |
| Weiser Heinrich                       | Allgemeine Wählerklasse             | 12. WK: Tarnopol, Zloczow etc.                                    | Galizien         | |
| Weiskirchner Richard                  | Städte                              | Wien, IX. Bezirk                                                  | Niederösterreich | |
| Welponer Paul                         | Städte / Handels- und Gewerbekammer | Bozen, Meran etc. / Bozen                                         | Tirol            | |
| Wenger Josef                          | Landgemeinden                       | Wels, Vöcklabruck etc.                                            | Oberösterreich   | |
| Wernisch Ambros                       | Landgemeinden                       | Spittal, Hermagor etc.                                            | Kärnten          | |
| Wiedersperg Gustav                    | Großgrundbesitz                     |                                                                   | Böhmen           | 1898 verstorben |
| Wielowieyski Heinrich                 | Großgrundbesitz                     |                                                                   | Galizien         | |
| Wiktor-Wiatrowice Josef               | Landgemeinden                       | Sanok, Brzozów etc.                                               | Galizien         | am 16. März 1899 verstorben                                                                                          |
| Wimhölzel Johann                      | Handels- und Gewerbekammer          | Linz                                                              | Oberösterreich   | am 15. August 1900 verstorben                                                                                        |
| Winkowski Franz                       | Allgemeine Wählerklasse             | 5. WK: Tarnow, Brzesko etc.                                       | Galizien         | |
| Winnicki Isidor                       | Allgemeine Wählerklasse             | 1. WK: Czernowitz, Kotzmann etc.                                  | Bukowina         | |
| Wohlmeyer Johann                      | Landgemeinden                       | St. Pölten, Lilienfeld etc.                                       | Niederösterreich | |
| Wolan Basil                           | Landgemeinden                       | Wiznitz, Kotzmann etc.                                            | Bukowina         | 1899 verstorben |
| Wolf Karl Hermann                     | Städte                              | Trautenau, Hohenelbe etc.                                         | Böhmen           | |
| Wolffhardt Eduard                     | Städte                              | Marburg, Windisch-Feistritz etc.                                  | Steiermark       | |
| Wolkenstein-Trostburg Wilhelm         | Großgrundbesitz                     |                                                                   | Böhmen           | |
| Wrabetz Karl                          | Städte                              | Wien, I. Bezirk                                                   | Niederösterreich | |
| Wysocki Stanisław                     | Allgemeine Wählerklasse             | 7. WK: Sanok, Krosno etc.                                         | Galizien         | |
| Zabuda Johann                         | Landgemeinden                       | Biala, Saybusch etc.                                              | Galizien         | |
| Žáček Jan                             | Städte                              | Holleschau, Bistritz etc.                                         | Mähren           | |
| Zallinger-Stillendorf Franz           | Landgemeinden                       | Bozen, Meran etc.                                                 | Tirol            | |
| Zanetti Adam                          | Landgemeinden                       | Gradiska, Cervignano etc.                                         | Görz             | |
| Zaunegger Josef                       | Städte                              | Wels, Lambach etc.                                                | Oberösterreich   | |
| Zedtwitz Karl Max                     | Großgrundbesitz                     |                                                                   | Böhmen           | |
| Zedtwitz Karl Moritz                  | Großgrundbesitz                     |                                                                   | Böhmen           | |
| Zehetmayr Johann                      | Landgemeinden                       | Schärding, Eferding etc.                                          | Oberösterreich   | |
| Zeller Eduard                         | Allgemeine Wählerklasse             | 5. WK: Saaz, Pressnitz etc.                                       | Böhmen           | |
| Žičkar Josip                          | Allgemeine Wählerklasse             | 4. WK: Cilli, Gornobitz etc.                                      | Steiermark       | |
| Zimmer Josef                          | Landgemeinden                       | Olmütz, Sternberg etc.                                            | Mähren           | |
| Žitnik Ignacij                        | Landgemeinden                       | Adelsberg etc.                                                    | Krain            | |
| Znamirowski Josef                     | Allgemeine Wählerklasse             | 4. Wk: Neu-Sandec etc.                                            | Galizien         | |
| Zore Lucas                            | Höchstbesteuerte                    |                                                                   | Dalmatien        | |
| Zurkan Johann                         | Großgrundbesitz                     | erster Wahlkörper                                                 | Bukowina         | |